# Carlos Medeiros
Carlos Medeiros Silva (Juiz de Fora, 19 de junho de 1907 — Rio de Janeiro, 3 de março de 1983) foi um advogado, magistrado e político brasileiro. Exerceu os cargos de procurador-geral da República, ministro do Supremo Tribunal Federal e ministro da Justiça.

## Biografia
Filho de João Medeiros Silva e Amélia Braga de Medeiros. Formado em Ciências Jurídicas e Sociais pela Faculdade Nacional de Direito (1929), dedicou-se a advocacia e foi chefe de gabinete da Secretaria de Educação no antigo Distrito Federal (1936-1937) e também promotor público (1939). Consultor jurídico da Comissão de Defesa Econômica (1942-1943) e do Departamento Administrativo do Serviço Público (DASP) ao longo de 1944, foi chefe de gabinete do Ministério da Justiça nas gestões de Francisco Campos (quando da outorga da Constituição de 1937), Sampaio Dória e Carlos Luz. No segundo governo Getúlio Vargas foi Consultor-geral da República e nessa condição atuou na feitura dos atos constitutivos da Petrobras.
Especialista em Direito Administrativo foi colaborador da Revista Forense da qual foi redator-chefe durante trinta anos (1935-1965) e fundador em 1944 da Revista de Direito Administrativo a qual dirigiu até 1965. Ademais foi redator (1944-1947) da Revista do Serviço Público. Ao longo do governo Juscelino Kubitschek foi procurador-geral da República. Membro do conselho federal da Ordem dos Advogados do Brasil foi nomeado ministro do Supremo Tribunal Federal em 1965 pelo presidente Castelo Branco, o mesmo que o nomearia ministro da Justiça (cargo que exerceu entre 19 de julho de 1966 e 15 de março de 1967).
Foi parte autora do Ato Institucional Número Um, da Constituição de 1967 e do Ato Institucional Número Doze, que foi editado pela Junta Militar de 1969 após o afastamento do presidente Artur da Costa e Silva. Faleceu vítima de ataque cardíaco.
Seu filho, Marcelo Medeiros, foi membro do MDB e do PMDB, sendo eleito deputado federal pela Guanabara e pelo Rio de Janeiro nos anos de 1970, 1974, 1978 e  1982.

## Fonte de pesquisa
- Medeiros Silva (1907-1982) (sic). Disponível em Veja, ed. 757 de 09/03/1983. São Paulo: Abril.